# Ingrid Farin
Ingrid Farin (* 23. August 1942 in Łódź, Reichsgau Wartheland) ist eine deutsche Schauspielerin und Theaterregisseurin.

## Leben
Ingrid Farin absolvierte von 1964 bis 1966 eine externe Schauspielausbildung an der Folkwang Universität der Künste. Während ihres Studiums übernahm sie in der Spielzeit 1964/65 erste Theaterrollen an den Städtischen Bühnen Essen. Im Verlauf ihrer Karriere hatte Farin als freiberufliche Schauspielerin zahlreiche Engagements an Stadttheatern und privaten Theaterbühnen. Regelmäßig übernahm sie auch Aufgaben als Schauspielerin und Regisseurin bei freien Theaterproduktionen, bei Schauspielprojekten freier Ensembles und im Kinder- und Jugendtheater.
Nach Abschluss ihrer Ausbildung folgten Theaterengagements beim „Schauspielensemble Köln“ (1967), an den Städtischen Bühnen Essen (1968), am Grenzlandtheater Aachen (Spielzeit 1968/69), an der Burghofbühne Dinslaken (1968–1970), am Theater Biel-Solothurn (1973) und an den Westfälischen Kammerspielen Paderborn (Spielzeit 1974/75). Anschließend verlegte sie den Schwerpunkt ihrer Tätigkeit auf Auftritte an Bonner und Kölner Bühnen. Sie gastierte mehrfach am Theater Central Bonn (1979–1981) und 1981/1982 am Theater Der Keller in Köln. 1981 gastierte sie am  Westfälischen Landestheater Castrop-Rauxel als Rea in Romulus der Große von Friedrich Dürrenmatt.
Nach ihrem Umzug in den Süden Deutschlands arbeitete sie weiter als Schauspielerin, verlagerte aber ihren künstlerischen Schwerpunkt auf Regiearbeiten in der freien Theaterszene Bayerns. Sie trat während dieser Jahre am Theater 44 in München auf, war in den Spielzeiten 1985/86 und 1987/88 mit dem Euro-Studio Landgraf auf Tournee und hatte ein Gastengagement am Saarländischen Staatstheater Saarbrücken (1987).
Seit 1986 war sie bei der „Theaterpalette Ingolstadt“, einem freies Theater, das sich aus Profis und Laienschauspielern zusammensetzte, als Regisseurin und Künstlerische Leiterin aktiv. Das erste Kinder- und Jugendtheater Ingolstadts „Die Theaterpalette“ hatte sie gemeinsam mit ihrem Mann gegründet. Sie inszenierte dort „klassische“ Theaterstücke wie Die Glasmenagerie, Frühlings Erwachen (Co-Regie) und Leonce und Lena, widmete sich aber besonders intensiv dem Kindertheater mit Märchenstücken und Kinderbuch-Adaptionen von Pippi Langstrumpf bis zum Pumuckl. Weitere Regiearbeiten übernahm sie am „Artemis-Theater“ in München-Laim, beim theater … und so fort, beim „Kulturmobil Niederbayern“ und bei der „Theatergruppe Heblos“.
Seit Mitte der 80er Jahre stand Ingrid Farin in kleinen Rollen außerdem für Film- und Fernsehproduktionen vor der Kamera. Sie spielte in mehreren Kurzfilmen mit und übernahm auch Rollen in Gerichtsshows und Scripted-Reality-Formaten. Im 9. Film der ZDF-Herzkino-Fernsehreihe Marie fängt Feuer: Alles oder nichts (Erstausstrahlung: November 2019) spielte sie, mit Sylta Fee Wegmann als Partnerin, die demenzkranke Patientin Frau Ott.
Der Kurzfilm Eigenheim, in dem Farin die Hauptrolle spielt, gewann 2022 den Studentenoscar der Academy of Motion Picture Arts and Science. Die Preisverleihung fand am 20. Oktober 2022 in Los Angeles statt.
Ingrid Farin ist mit dem früheren Ingolstädter Schauspieler Detlev Moreth-Moreau (* 1945) verheiratet. Ihr gemeinsamer Sohn ist der Schauspieler Konstantin Moreth. Sie lebt in München.

## Filmografie (Auswahl)
- 1985: Abenteuer der Seele (Fernsehspiel)
- 1985: Derrick (Fernsehserie, ohne Credit, Folge Schwester Hilde)
- 1989: Knastmusik (Fernsehserie)
- 1995: So ist das Leben! Die Wagenfelds (Fernsehserie)
- 1998: Fool Moon[9] (Kurzfilm)
- 2013: Rasputin (Kurzfilm)
- 2015: Superpapa (Kurzfilm)
- 2017: Hubert und Staller (Fernsehserie, Folge Das letzte Kapitel)
- 2019: Marie fängt Feuer: Alles oder nichts (Fernsehreihe)
- 2021: Eigenheim (Kurzfilm)
- 2024: Hubert ohne Staller (Fernsehserie, Folge Geständnis aus der Zukunft)